# Sukau Datang Satu
Sukau Datang Satu is een bestuurslaag in het regentschap Lebong van de provincie Bengkulu, Indonesië. Sukau Datang Satu telt 561 inwoners (volkstelling 2010).